# Jordy Herrera Flores
Jordy Herrera Flores (Ciudad de México, 24 de enero de 1974) es un político y economista mexicano, miembro del Partido Acción Nacional. Se desempeñó como secretario de Energía durante el gobierno del presidente Felipe Calderón entre 2011 y 2012.
Jordy Herrera es Licenciado en Economía egresado de la Universidad Iberoamericana y tiene diversos diplomados en Economía, Estudios Políticos y Mercadotecnia Política. Se desempeñó como secretario particular del director general de BANOBRAS y luego del secretario de Energía cuando ambos cargos los desempeñó Felipe Calderón, posteriormente fue director general de Enlace con el Congreso de la Unión en la Secretaría de Desarrollo Social y coordinador nacional de redes ciudadanas de la campaña presidencial de Calderón en 2006.
Al inicio del periodo presidencial en diciembre de 2006 fue nombrado subsecretario de Planeación Energética y Desarrollo Tecnológico de la Secretaría de Energía y posteriormente director general de Pemex Gas y Petroquímica Básica de Petroleos Mexicanos hasta el 9 de septiembre de 2011 en que asumió el cargo de secretario de Energía.